# Parc national de la chaîne Dandenong
Pour les articles homonymes, voir Dandenong.

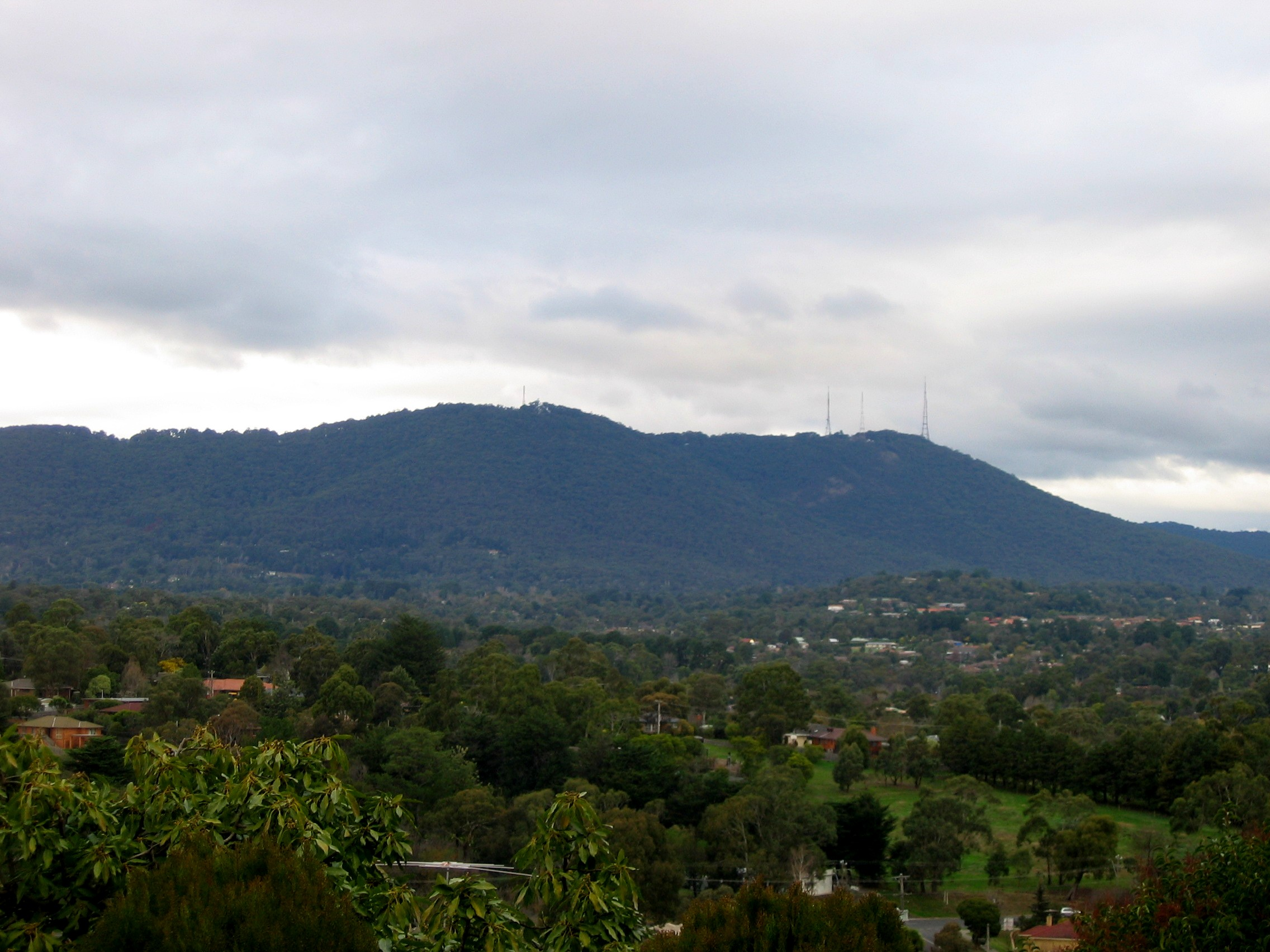
Le mont Dandenong.

Le parc national de la chaîne Dandenong est un parc national situé au Victoria en Australie à 38 km à l'est de Melbourne.